# Czerewky (rejon mirhorodzki)
Czerewky (ukr. Черевки) – wieś na Ukrainie, w obwodzie połtawskim, w rejonie mirhorodzkim, w hromadzie Komysznia. W 2001 liczyła 662 mieszkańców, spośród których 643 wskazało jako ojczysty język ukraiński, 17 rosyjski, a 2 inny.